# Digitaline (stripreeks)
Digitaline is een stripreeks die begonnen is in 1989 met Bob de Groot als schrijver en Jacques Landrain tekenaar.

## Albums
| Nummer | Titel | Uitgever   | Schrijver    | Tekenaar         |
| ------ | ----- | ---------- | ------------ | ---------------- |
| 1      | No    | Le Lombard | Bob de Groot | Jacques Landrain |